# Bandy-Weltmeisterschaft 2016
Die 36. Bandy-Weltmeisterschaft fand vom 1. bis 17. Februar 2016 in Uljanowsk und Dimitrowgrad, Russland, statt. Russland wurde Weltmeister und Deutschland gewann die B-Weltmeisterschaft.

## Teilnehmende Mannschaften
|             | A-Weltmeisterschaft | A-Weltmeisterschaft | A-Weltmeisterschaft |  | B-Weltmeisterschaft | B-Weltmeisterschaft | B-Weltmeisterschaft |
| Europa      | Finnland            | Russland            | Belarus             |  | Ukraine             | Niederlande         | Ungarn              |
|             | Norwegen            | Schweden            | Lettland            |  | Deutschland         | Estland             | Tschechien          |
| Nordamerika | Vereinigte Staaten  |                     |                     |  |                     |                     |                     |
| Asien       | Kasachstan          |                     |                     |  | Japan               | Mongolei            | China               |
| Afrika      |                     |                     |                     |  | Somalia             |                     |                     |